# Hedysarum fruticosum
Hedysarum fruticosum är en ärtväxtart som beskrevs av Pall.. Hedysarum fruticosum ingår i släktet buskväpplingar, och familjen ärtväxter. IUCN kategoriserar arten globalt som livskraftig.

## Underarter
Arten delas in i följande underarter:
- H. f. fruticosum
- H. f. laeve
- H. f. lignosum
- H. f. mongolicum